# Колотило Михайло Васильович
Михайло Колотило (псевдо: «Володимир», «Гуцул», «Кобзар»; 2 вересня 1921, Коритне, тепер Банилівська сільська громада, Вижницький район, Чернівецька область — 25 лютого 2000, м. Плоєшті, Румунія) — провідник Буковинського обласного проводу ОУН, православний священник. 

## Життєпис
Народився 2 вересня 1921 року в селі Вилавче (тепер Коритне, Чернівецької області). У 1928 році пішов до сільської школи, а з 1932 навчався у Вижницькій гімназії. Продовжив навчання в румунському ліцеї імені Арона Пумнула у Чернівцях, по завершенню якого записався на Філологічний факультет Чернівецького університету, відділ української мови. Під час навчання познайомився з активними діячами ОУН Олександром Поремським та Мирославом Кінзірським, під впливом яких долучився до ОУН. 
Провідник Буковинського обласного проводу ОУН (08.1941-01.1942), особистий представник урядуючого провідника ОУН-революційної Миколи Лебедя. Заарештований румунською «сиґуранцою» та 26 січня 1942 року засуджений військовим трибуналом. Відбував покарання в Ясській в’язниці, звідки здійснив втечу наприкінці червня 1942 року за допомогою Артемізії Галицької-«Мотрі». 
Перебрався до Львова, працював у референтурі пропаганди Львівського крайового проводу ОУН (кін. 1942-02.1943). 
У березні 1943 року направлений на Буковину та знову очолив Буковинський обласний провід ОУН (04.-12.1943). Вдруге заарештований на початку грудня 1943 цього ж року та військовим трибуналом засуджений на 25 років каторги.
Перебував у в’язниці міста Сібіу. Вийшов на волю згідно королівської амністії від 23 серпня 1944 року. Перейшов на нелегальне становище, очолював Бухарестський центр ОУН. 
Згодом закінчив теологічний факультет у Бухаресті та служив священиком у різних селах Румунії: Перішань, Хепрія, Албешть. Згодом переїхав до міста Сібіу, а кінцевим місцем служіння стала церква Святих Костянтина та Олени в місті Плоєшті.
Помер 25 лютого 2000 у місті Плоєшті, де й похований.